# Гика
Гика је племићка породица, чији су представници били кнезови Молдавије и Влашке, а други касније активно учествовали у румунском друштвеном и политичком животу.
Воде порекло из Велеса. Њихов оснивач, Џорџ Гика, преселио се из родног града Велеса у Цариград почетком 17. века, где се придружио молдавском принцу, а потом је за кратко време заузео молдавски трон. Његови потомци остају у Румунији, а током периода фанариота неколико њих је постављено за кнезове и у Молдавији и у Влахији.
Познати грчки политичар и премијер Димитриос Вулгарис је пореклом из породице Гика.